# Свещена мейна
Свещената мейна (Gracula religiosa)  е вид птица от семейство Скорецови (Sturnidae). Среща се в хълмисти местности в Южна и Югоизточна Азия.

## Описание
Това е набита, тъмно черна птица, с ярки жълто оранжеви петна от гола кожа и райета отстрани на главата и на тила. Дължината е около 29 см и е малко по-голяма от обикновената майна  (Acridotheres tristis).
Оперението е черно, като тялото е със зеленикав отблясък, а главата и врата имат лилав оттенък. Големите, бели петна по крилата са очевидни при полет, но са скрити, когато птицата е в състояние на покой. Клюнът и силните крака са ярко жълти и има жълти ивици по тила и под очите. Тези разлики във формата на оголените места покрай очите са видни и различават свещената майна от обикновената и черната майна(A. ginginianus). Вариациите са по-незабележими между различните видове от южна Азия – при свещената майна, те са удължени до тила, където се съединяват, докато при майните от Шри Ланка има само единична ивица през тила, удължена малко към очите. При югоизточната майна ивиците са разделени и се извиват към върха на главата. Ниаските и Егано майните се различават в детайлите по лицевите ивици и по размерите, по-специално тези на клюна.
Няма силно изразен полов диморфизъм (половете си приличат), младите индивиди имат по-затъпен клюн от възрастните.
Имайки предвид че южните Ниас и Егано майни са отделни видове, свещената майна Gracula religiosa, има седем или осем подвида, които се различават съвсем малко помежду си. Те са:
- G. r. andamanensis Beavan 1867 – Andaman hill myna, Андамански острови, централна (Nancowry) група от остров Никобар

- G. r. batuensis – островите Бату и Ментавай
- G. r. halibrecta Oberholser 1926 – Great Nicobar hill myna, Great Nicobar Little Nicobar и съседните островчета от островите Никобар, с известно съмнение са различен подвид от G. r. andamanensis.
- G. r. intermedia – северозападен Индокитай и съседните североизточна Индия и Южен Китай.
- G. r. palawanensis – Палаван във ФилипинитеPalawan in the Philippines
- G. r. peninsularis – Bastar hill mynah, централна Индия, (State Bird of Chhattisgarh, India)
- G. r. religiosa – Великите Сундски острови (освен Сулавеси) и полуостров Малайзия
- G. r. venerata – западните Lesser Sundas

## Вокализация
Свещената майна често се разпознава по шумните си пискливи, низходящи подсвирквания, последвани от други звуци. Най-активно издава звуци при зазоряване и здрачаване, когато се среща на малки групи в сенчести гори.
И двата пола издават изключително голям диапазон от шумни сигнали – подсвирквания, вой, пронизителни крясъци и бълбукащи звуци, често доста подобни на човешките. Всеки индивид има репертоар от 3 до 13 такива типове сигнали, които могат да са подобни с близки съседи от същия пол, научени в млада възраст. Диалектите рязко се променят с дистанцията, дотолкова, че птици, разделени от над 15 км, нямат общи типове сигнали.
За разлика от някои други птици, напр. Dicrurus paradiseus, свещената майна в дивата природа не имитира други птици (макар да е честа заблуда, че това се случва). От друга страна, когато са в плен, те са сред най-добрите в мимиките и уподобяването, като единствения им достоен конкурент е Африканския сив папагал ((Psittacus erithacus) още известен на български като Жако). В плен свещените майни могат да се научат да произвеждат множество ежедневни звуци, по-специално човешки глас, дори подсвирква мелодии с изключителна точност и чистота на звука.

## Разпространение и екология
Свещената майна е присъщ обитател от Индия (80° И дължина), на изток през Непал, Сиким, кралство Бутан и Аруначал Прадеш, ниските части на Хималаите, по хълмове до 2000 м надморска височина. Разпространението продължава източно през югоизточа Азиа, североизточно до южен Китай, и през Тайланд, през северна Индонезия до Палаван във Филипините. Свещената майна буквално е изчезнала от Бангладеш, поради унищожение на хабитата и свръхексплоатация с цел продажба за домашни любимци. Дивата популация на остров Рождество също е изчезнала по подобни причини. Изкуствено въведени популации съществуват в Света Елена, Пуерто Рико, Хаваи, вероятно в същинската част на САЩ, а вероятно и на други места. Дивите птици обаче имат нужда от поне субтропичен климат за да оцелеят.
Свещената майна е почти изцяло дървесен вид, придвижваща се на големи, шумни групи от по около шест индивида, във върховете на дърветата по периферията на горите. Подскачат странично по клоните, за разлика от характерната наперена походка на други майни. Както повечето представители на семейство скорци, свещената майна е относително всеядна (омнивор), като се храни с плодове, нектар и насекоми.
Гнездата си строят в дупки в дърветата. Обичайно люпилото се състои от две или три яйца.

## Търговия и запазване
Свещените майни са популярни домашни любимци, известни с възможността си да имитират човешка реч. Силно разпространената свещена майна е една от най-често срещаните майни в плен. Търсенето е повече от възможността за размножаване на птиците в плен, така че те рядко се срещат в зоомагазините и обикновено се закупуват директно от животновъди или вносители, които могат да удостоверят, че птиците се търгуват легално.
Този вид е широко разпространен и локално чест, и ако възрастните индивиди се пазят, може бързо да възстановява популацията си. Поради тази причина, в световен мащаб, Червеният списък на световнозастрашените видове смята свещената майна за незастрашен вид. Въпреки това през част от 90-те години на 20 век, почти 20 000 пленени диви птици, най-вече възрастни и млади, са били използвани за търговия всяка година. В централната част на района си на разпространение, популациите на G. r. intermedia са намалели значително, особено в Тайланд, който е предоставял голяма част от любимците за западния пазар. Съседите на Тайланд, в които често износа е бил лимитиран поради политически и военни причини, въпреки това са доставяли и имали процъфтяващ бизнес. Търсенето в целия регион продължава да е много високо. През 1992 Тайланд започва да пази популациите на индивидите в репродуктивна възраст, за да стабилизира вида. На някои места видове и подвидове, които преди са изобилствали, са слабо разпространени.
На други места, например във Филипините и Лаос, загубите са по-локализирани. Майна се среща все по-рядко в региони на североизточна Индия, поради хващане на диви птици за нелегална продажба. На други места, например района Гаро, местните жители правят изкуствени гнезда, с цел да увеличат размножаването на птиците в района. По този начин хората са способни да вземат малките в правилното време, превръщайки фермерството за свещена майна в малкомащабна и доходоносна индустрия. Това помага да се запази околната среда, понеже размножаващите се птици не се отстраняват от популацията, а и в същото време се запазва местообитанието на птиците. Все пак майните могат да се окажат нещо като вредители по овошките ако популацията е твърде голяма, продажбата им е допълнително предимство за местните хора.